# ايمرسون وليك وبالمر
ايمرسون وليك وبالمر (بالإنجليزية: Emerson, Lake & Palmer)‏ هي فرقة موسيقية إنجليزية تشكلت في عام 1970، على يد غريغ ليك وكارل بالمر وكيث ايمرسون. أصدرت الفرقة 8 ألبومات حققت مبيعات قياسية وكان أكثرها نجاحاً «لاكي مان» (الرجل المحظوظ). وتم حل الفرقة عام 1978، لكن اجتمعت مرة أخرى في التسعينات.

## وصلات خارجية
- ايمرسون وليك وبالمر على موقع الموسوعة البريطانية (الإنجليزية)
- ايمرسون وليك وبالمر على موقع ميوزك برينز (الإنجليزية)
- ايمرسون وليك وبالمر على موقع أول ميوزيك (الإنجليزية)
- ايمرسون وليك وبالمر على موقع ديسكوغز (الإنجليزية)

- الموقع الرسمي